# Relations entre Chypre et la Croatie
Les relations entre Chypre et la Croatie sont les relations étrangères bilatérales de Chypre et de la Croatie, deux États membres de l'Union européenne.

## Histoire

### Indépendance de la Croatie
En 2006, le président chypriote Tassos Papadopoulos s'est rendu en Croatie pour une visite d’État visant à développer les relations économiques.

## Sources

## Compléments